# Лједоло (Тревизо)
Лједоло је насеље у Италији у округу Тревизо, региону Венето.
Према процени из 2011. у насељу је живело 938 становника. Насеље се налази на надморској висини од 150 м.